# Марчук Гурій Іванович
Гурій Іванович Марчук (рос. Гурий Иванович Марчук; 8 червня 1925 — 26 березня 2013, Москва) — академік Академії наук СРСР та Російської академії наук, фахівець у галузі обчислювальної математики, фізики атмосфери, геофізики, президент Академії наук СРСР (1986—1991). Почесний член Російської академії освіти.
Депутат Ради Національностей Верховної Ради СРСР 10-11 скликань (1979—1989) від Білоруської РСР. Народний депутат СРСР (1989—1991). Депутат Верховної Ради РРФСР (1975—1980). Член ЦК КПРС (1981—1991; кандидат в члени ЦК КПРС у 1976—1981), делегат XXV, XXVI, XXVII, XXVIII з'їздів КПРС і XIX Всесоюзної конференції КПРС. Герой Соціалістичної Праці (1.08.1975).

## Біографія
Гурій Марчук народився 8 червня 1925 у селі Петрохерсонець Грачевського району Оренбурзької губернії в родині сільських учителів — Івана Петровича та Єлизавети Опанасівни (до шлюбу Цибульської). Батьки були вихідцями із України. У 1941—1942 працював помічником комбайнера в селі Духовницький Саратовської області, куди на той час переїхала родина. У 1942 закінчив середню школу і в тому ж році вступив на математико-механічний факультет Ленінградського державного університету. Однак ще до закінчення першого курсу Гурій Марчук був призваний в армію і направлений в Школу артилерійської розвідки. У 1945 після демобілізації Гурій Марчук продовжив навчання в Ленінградському державному університеті (ЛДУ). Член ВКП(б) з 1947 року.
Після закінчення ЛДУ в 1949 він вступив до аспірантури, виявивши глибокий інтерес до проблем фізики атмосфери. У 1952 під керівництвом члена-кореспондента І. А. Кибеля захистив кандидатську дисертацію за темою «Динаміка великомасштабних полів метеорологічних елементів в бароклинній атмосфері». Працював науковим співробітником в Геофізичному інституті АН СРСР (1952—1953).
У 1953 Марчук був запрошений в Лабораторію «В» Першого Головного управління Ради міністрів СРСР, пізніше перейменовану в Фізико-енергетичний інститут Держкомітету СРСР з використання атомної енергії (ФЕІ) у місті Обнінську. Тут в 1953—1962 роках він керував математичним відділом інституту, створив сильний колектив математиків-прикладників в галузі ядерної енергетики. Одночасно завідував кафедрою вищої математики в Обнінському філіалі Московського інженерно-фізичного інституту, сприяючи залученню в науку талановитої молоді.
У 1956 Гурій Іванович Марчук захистив докторську дисертацію на тему «Чисельні методи розрахунку ядерних реакторів». Видана на її основі однойменна книга принесла авторові широку популярність у СРСР і за кордоном. У 1958 найзначніші наукові результати досліджень Г. І. Марчука були представлені світовій науковій громадськості на другий Женевської конференції з мирного використання атомної енергії. Друга монографія Гурія Івановича «Методи розрахунку ядерних реакторів» (1961) стала підсумком розробки найпринциповіших питань у цій галузі і стала настільною книгою фахівців-ядерників. У цей період Г. І. Марчук запропонував нові методи розрахунку ядерних реакторів, які до теперішнього часу становлять основу моделювання імітаційних розрахунків промислових реакторів. Велику популярність здобули його роботи з теорії переносу випромінювання. У 1959—1961 він взяв участь у розробці вимог до ядерної безпеки для заводів і інших підприємств атомної промисловості, що проводилася з ініціативи Ігоря Курчатова. У 1961 за роботи в області теорії ядерних реакторів Г. І. Марчуку була присуджена Ленінська премія.
У 1962 Гурій Іванович Марчук на запрошення академіків М. О. Лаврентьєва та С. Л. Соболєва переїхав до Новосибірська, де в 1962—1963 працював заступником директора Інституту математики Сибірського відділення (СВ) АН СРСР. Він став засновником і першим директором Обчислювального центру СВ АН СРСР (1963—1980). Був директором-організатором Обчислювального центру СВ АН СРСР в Красноярську (1974). У 1969—1975 — заступник голови, у 1975—1980 — голова Сибірського відділення АН СРСР, віце-президент АН СРСР. Будучи керівником Сибірського відділення АН СРСР, сформулював знаменитий принцип взаємодії науки і виробництва — «Вихід на галузь», який означав виконання фундаментальних досліджень з подальшим впровадженням наукових результатів у практику. Був ініціатором формування великомасштабної програми «Сибір» (1978), спрямованої на комплексне освоєння природних ресурсів Сибіру, визначення найважливіших проблем регіону та пошук шляхів їхнього вирішення, ця програма стала найбільшою інтегральною програмою Сибірського відділення АН СРСР в той період. У 1960-1970-ті роки за підтримки та участі Г. І. Марчука в Обчислювальному центрі СВ АН СРСР був виконаний цілий ряд новаторських розробок, таких як перший в світі оптимізуючий транслятор з мови АЛЬФА (на ЕОМ М-20), система програмування АЛЬГІБР на БЕСМ-6, багатомашинний комплекс АІСТ-0, обчислювальний центр колективного користування ВЦКП, автоматизована система оперативного прогнозу погоди для західносибірських регіону.
У 1962 Г. І. Марчук обраний членом-кореспондентом АН СРСР по Сибірському відділенню (спеціальність «атомна енергетика»), в 1968 — дійсним членом (академіком) АН СРСР (Відділення наук про Землю, спеціальність «фізика атмосфери»).
Указом Президії Верховної Ради СРСР від 1 серпня 1975 за видатні досягнення в справі розвитку радянської науки Марчуку Гурію Івановичу присвоєно звання Героя Соціалістичної Праці з врученням ордена Леніна і золотої медалі «Серп і Молот».
З 22 січня 1980 по жовтень 1986 року працював заступником голови Ради Міністрів СРСР і головою Державного Комітету з науки і техніки СРСР (ДКНТ).
У 1986 Г. І. Марчук був обраний на пост президента АН СРСР і займав цю посаду до початку реорганізації Академії наук СРСР у Російську академію наук (1991). Як президент велику увагу приділяв кадровому складу Академії наук і збереженню наукового потенціалу країни: у період його президентства були засновані посади наукових радників, наукових консультантів, почесних директорів для видатних вчених. У важких умовах періоду «перебудови» бачив необхідність реформування діяльності академічних інститутів на основі визначення пріоритетних напрямів фундаментальних досліджень. Сприяв модернізації системи міжнародних наукових контактів Академії наук; був прихильником ідеї міжнародної кооперації вчених, насамперед у галузі фундаментальних наук. Став останнім президентом Академії наук Радянського Союзу (1986—1991).
У 1980 Г. І. Марчук створив і очолив Відділ обчислювальної математики АН СРСР у Москві, перетворений в 1991 в Інститут обчислювальної математики АН СРСР, був почесним директором цього інституту. Радник РАН (з 1996).
Г. І. Марчук вніс великий внесок у підготовку наукових кадрів і створення наукових шкіл. У 1962-1980 роках вів педагогічну роботу в Новосибірському університеті, завідував кафедрою обчислювальної математики (1962—1980). З 1980 по 2003 завідував кафедрою математичного моделювання фізичних процесів Московського фізико-технічного інституту. З 2004 очолював кафедру обчислювальних технологій та моделювання факультету обчислювальної математики і кібернетики в Московському державному університеті ім. М. В. Ломоносова.
Г. І. Марчук є автором понад 350 наукових робіт. Вони присвячені створенню та дослідженню ефективних алгоритмів обчислювальної математики, методів розрахунку ядерних реакторів, дослідженню і моделюванню процесів фізики атмосфери і океану, математичному моделюванню в проблемах охорони довкілля, імунології та медицини, вивченню актуальних завдань інформатики та обчислювальної техніки.
В області обчислювальної математики Г. І. Марчуком зроблено суттєвий внесок у розвиток методів побудови різницевих схем. Ним побудовані і досліджені різницеві схеми для класів рівнянь, що виникають в теорії ядерних реакторів, запропонований метод побудови різницевих схем на основі інтегральних тотожностей, який отримав розвиток у роботах радянських і закордонних вчених. Г. І. Марчуком і його учнями вирішено ряд проблем в теорії різницевих і варіаційно-різницевих схем для різних завдань математичної фізики. Г. І. Марчук займався розробкою методів розщеплення, алгоритмів збурень, побудованих на основі використання сполучених рівнянь. Значна увага в роботах Г. І. Марчука приділяється розробці та обґрунтуванню нових чисельних методів лінійної алгебри.
У методах розрахунку ядерних реакторів Г. І. Марчуком на основі теорії сполучених рівнянь і алгоритмів збурень розроблено принципи побудови ефективних малогрупових моделей ядерного реактора, створено математичні моделі реактора в різних наближеннях методу сферичних гармонік і запропоновані чисельні схеми реалізації виникаючих рівнянь. Ці моделі широко використовувалися для розрахунків критичних мас промислових реакторів.
Великий внесок Г. І. Марчук вніс у вирішення завдань чисельного прогнозу погоди, моделювання загальної циркуляції атмосфери і океану і проблеми моделювання клімату і його змін. Його спільна робота з Н. І. Булєєвим, в якій була сформульована система квазігеострофічних рівнянь для тривимірної атмосфери і побудована функція Гріна для її вирішення, давно стала класичною. У 1960-ті роки він сформулював напрямок чисельного прогнозу погоди, в основу якого було покладено повні недіабатичні рівняння динаміки атмосфери, а як метод рішення запропонований метод розщеплення по фізичних процесах і геометричних змінних — у той час, мабуть, єдиний метод, за допомогою якого можна було вирішити таку складну задачу. Важливо відзначити, що завдання чисельного прогнозу за повним рівнянням була доведена до оперативного використання в Західно-Сибірській гідрометеослужбі. У 1970-ті роки Г. І. Марчук сформулював новий підхід до вирішення завдання довгострокового прогнозу погоди, що ґрунтується на так званих сполучених рівняннях для нелінійних рівнянь термогідродинаміки атмосфери і океану, що дають можливість побудувати функцію чутливості для нестаціонарних нелінійних задач. Цей підхід став основним при виділенні енергоактивних зон Світового океану, вивченню яких була присвячена програма «Розрізи», сформульована і організована Гурієм Івановичем. У 1970-ті роки він також приділяв велику увагу створенню спільної моделі загальної циркуляції атмосфери і океану, яка мала стати основою для моделювання клімату і його змін. За роботи з чисельного прогнозу погоди Г. І. Марчуку була присуджена премія ім. А. А. Фрідмана АН СРСР, а за роботи з вирішення завдань фізики атмосфери та океану — Державна премія Російської Федерації.
Г. І. Марчуком створена теорія математичного моделювання оптимізаційних проблем в охороні довкілля. Ним поставлені і запропоновано алгоритми вирішення загальної задачі визначення допустимої області розміщення промислових підприємств, планування будівництва з урахуванням допустимих доз забруднення економічно значущих зон.
Наукова діяльність Гурія Івановича Марчука останніх років пов'язана з глобальними проблемами: зміна клімату, забруднення планети, збереження генофонду планети і генетичного різноманіття. Г. І. Марчук є одним з авторів нового напряму прикладної математики — математичного моделювання в імунології та медицині. Він побудував систему нелінійних диференціальних рівнянь, які описують імунні реакції людського організму, що виникають в результаті вірусних і бактеріальних інфекцій.
Г. І. Марчук очолював Координаційний комітет АН СРСР з обчислювальної техніки, ряд інших комітетів і комісій. Був головним редактором наукових видань, в тому числі журналу «Дослідження Землі з космосу» (1983—1991), членом редколегій шести міжнародних наукових журналів. Головний редактор Російського журналу «Чисельний аналіз і математичне моделювання», що видавався в Німеччині.

## Публікації
- Марчук Г. И. Численные методы расчёта атомных реакторов. — М.: Атомная энергия, 1959.
- Марчук Г. И. Методы расчёта атомных реакторов. — М.: Атомная энергия, 1961.
- Марчук Г. И. Численные методы в прогнозе погоды. — Л.: 1967.
- Марчук Г. И., Лебедев В. И. Численные методы в теории переноса нейтронов. — М.: Атомиздат, 1971.
- Марчук Г. И. Численное решение задач динамики атмосферы и океана. — Л.: 1974.
- Марчук Г. И., Шайдуров В. В. Повышение точности решений разностных схем. — М.: Наука, Глав. ред. физ.-мат. лит-ры, 1979.
- Марчук Г. И., Агошков В. И. Введение в проекционно-сеточные методы. — M.: Наука, 1981.
- Марчук Г. И. Методы вычислительной математики. — М., Наука, 3-е изд., 1989.
- Марчук Г. И. Математические модели в иммунологии. Вычислительные методы и эксперименты. — М.: Наука, 3-е изд., 1991.
- Марчук Г. И. Сопряжённые уравнения и анализ сложных систем. — М.: Наука, 1992.

## Нагороди і відзнаки
Почесні звання
- Герой Соціалістичної Праці (1.08.1975)

Ордени та медалі
- чотири ордени Леніна (29.04.1967, 20.07.1971, 1.08.1975, 7.06.1985)
- орден «За заслуги перед Вітчизною» ІІ ст. (Російська Федерація) (25.06.2005)
- орден «За заслуги перед Вітчизною» IV ст. (Російська Федерація) (4.03.1998)
- Золота медаль ім. М. В. Келдиша, за цикл робіт «Розвиток та створення нових методів математичного моделювання» (1981)
- Золота медаль імені П. Л. Чебишова, за видатні результати в галузі математики (1996)
- Велика золота медаль імені М. В. Ломоносова Російської академії наук, за видатний внесок у створення нових моделей і методів розв'язання задач фізики ядерних реакторів, фізики атмосфери і океану та імунології (2004)
- Кавалер срібного знака «Надбання Сибіру»

Премії
- 1961 — Ленінська премія в галузі науки
- 1975 — Премія ім. А. А. Фрідмана
- 1979 — Державна премія СРСР
- Міжнародна премія Карпінського (1988)
- 2000 — Державна премія Російської Федерації в області науки і техніки
- 2004 — Демидівська премія

Звання
- Іноземний член Болгарської АН (1977), АН НДР (1977), Чехословацької АН (1977), Польської АН (1988)
- Почесний доктор Тулузького університету (1973)
- Почесний доктор Карлова університету (Прага, 1978), Дрезденського технічного університету (1978), Будапештського політехнічного університету (1978)
- Почесний громадянин міста Обнінська (1985)

Пам'ять
- Одна з вулиць робочого селища Духовницький Саратовської області, з яким пов'язані дитинство і юність Г. І. Марчука, названа його ім'ям.